# Bathypogon pedanus
Bathypogon pedanus är en tvåvingeart som först beskrevs av Walker 1849.  Bathypogon pedanus ingår i släktet Bathypogon och familjen rovflugor. Inga underarter finns listade i Catalogue of Life.